# Apl.de.ap
Apl.de.ap, de son vrai nom Allen Pineda Lindo, est un rappeur, chanteur et DJ philipo-américain, né le 28 novembre 1974 à Àngeles (Philippines). Il fait partie du groupe des Black Eyed Peas, dont il est l'un des membres fondateurs.

## Jeunesse
Il est né dans le Barangay de Sapang Bato, Angeles City, Pampanga aux Philippines, d'une mère philippine et d'un père afro-américain. Son père, un aviateur de l'armée américaine basé à Clark Air Base, abandonne la famille peu de temps après sa naissance ; sa mère, Cristina Pineda élève Apl et ses six petits frères et sœurs seule. Deux de ses frères sont décédés : son petit frère Arnel s'est suicidé et son plus jeune frère Joven Pineda Deala a été assassiné à l'âge de 21 ans en février 2009 à Porac, Pampanga.
Enfant, Apl fait tous les jours une heure de trajet en Jeep jusqu'à son école, et aide sa famille à cultiver des patates douces, du maïs, de la canne à sucre et du riz. La Pearl S. Buck Foundation, une organisation qui permet aux jeunes enfants Amérasiens abandonnés ou orphelins à trouver de meilleurs environnements pour vivre, met Apl en contact avec un parrain nommé Joe Ben Hudgens à travers le programme Un dollar par jour. Il vient une première fois aux États-Unis à l'âge de onze ans pour soigner son nystagmus, maladie qui provoque un mouvement involontaire des yeux. Pendant un voyage à Disney Land, Apl exprime son envie de rester aux États-Unis. Il attend trois ans avant que Hudgens l'adopte officiellement, et à l'âge de quatorze ans, il quitte pour toujours les Philippines pour les États-Unis et vit avec Hudgens.
À Los Angeles, il fréquente le lycée John Marshall et il rencontre will.i.am, le neveu du camarade de dortoir de Hudgens. Il passe aussi 2 ans au lycée Curie à Chicago, Illinois. Il dit lors d'une interview que Chicago est « la ville où il a commencé à aimer la musique et à s'y consacrer » et il ajoute qu'il « continue à y aller et visiter la ville ».
Les premières influences musicales d'Apl sont Stevie Wonder, les Eagles, les Beatles, A Tribe Called Quest, De La Soul, Leaders of the New School et le groupe populaire rock/folk philippin Asin. Apl est introduit dans le milieu du hip-hop grâce au break dance. « J'allais en Jeep jusqu'à Angeles City, et c'est comme ça que je suis entré dans le milieu du hip-hop grâce au break dance », « je voyais les enfants faisant de la break dance au coin de la rue et je me disais “je veux faire ça” ! »

## Trouble de la vision
Apl a annoncé le 14 janvier 2011 souffrir de troubles rares de la vision  qui seraient dus à une maladie génétique.
Il déclare à ce sujet : « Je vois les formes. Si je ne suis pas très près, même si c'est écrit en grand, je n'arrive pas à lire. »
Il avoue avoir souffert de sa maladie étant petit, et c'est pour cela qu'il a voulu rentrer dans l'univers du hip-hop.[réf. nécessaire]
« J'avais le sentiment que je n'allais rien pouvoir faire. Lorsque je danse, je me représente sur la piste de danse dans ma tête. J'ai douté de moi pendant très longtemps... Je peux vivre sans utiliser ma vision. »
Sa maladie semblerait être un nystagmus.

## Carrière

### De 1989 à 1995: Tribal Nation et Atban Klan

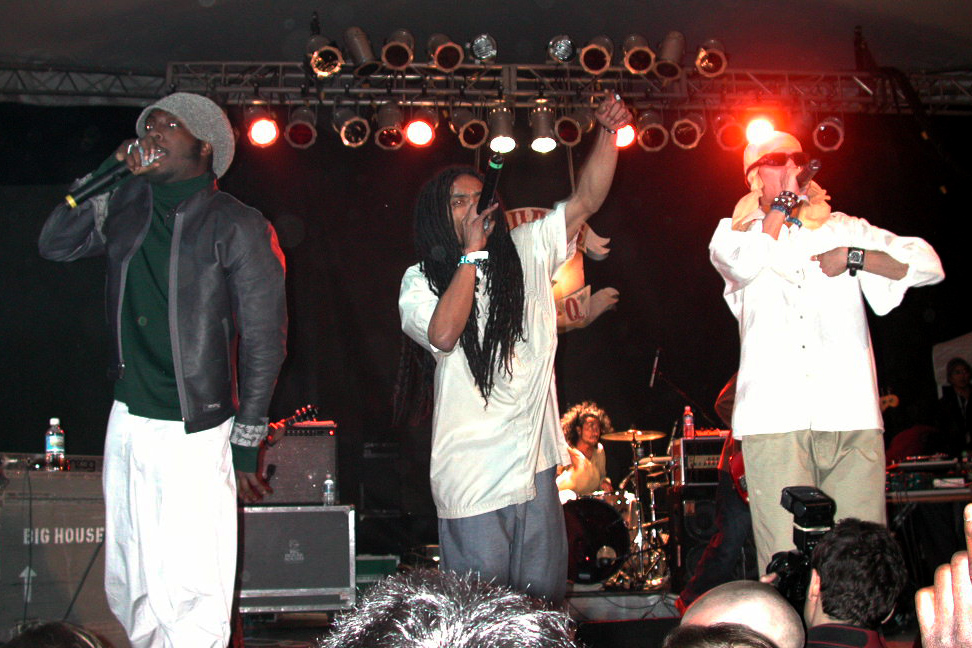
De gauche à droite, will.i.am, apl.de.ap et Taboo en 2001.

En 1989, Allan Pineda Lindo entre dans le groupe de breakdance Tribal Nation, avec lequel il participa à de nombreuses fêtes dans le sud de la Californie. Il rencontre will.i.am au sein de Tribal Nation et décide de fonder un nouveau groupe avec lui, nommé Atban Klann, « Atban » étant l'acronyme de « A Tribe Beyond a Nation ». Avec l'évolution de leur partenariat, de nouveaux membres sont intégrés au groupe, notamment Mookie Mook, Dante Santiago et le producteur DJ Motiv8. Leur premier disque est enregistré en 1992 sous le label Ruthless Records d'Eazy-E mais n'est pas commercialisé.
Après la mort d'Eazy-E en 1995, Mookie Mook quitte le Atban Klann qui disparait pour devenir The Black Eyed Peas avec le recrutement du jeune Jaime Luis Gomez, alias Taboo.

### De1995à aujourd'hui: The Black Eyed Peas
Le premier album des Black Eyed Peas sort en 1998, suivi par Bridging the Gap en 2000, dans lequel apparait Macy Gray. Stacy Ann Ferguson, alias Fergie, entre dans le groupe en 2003, remplaçant Kim Hill qui l'avait quitté en 2000. Avec cette nouvelle chanteuse, le groupe sort l'album Elephunk la même année. Dans cet album, Apl.de.Ap raconte sa vie dans la chanson « The Apl Song », dont le refrain, en langue tagalog, provient de la chanson « Balita » du groupe philippin Asin.
Apl.de.Ap prévoit de réaliser un premier album solo. Il aurait récemment fait part de sa volonté de travailler avec son compatriote Chad Hugo des Neptunes et souhaiterait incorporer des instruments traditionnels philippins dans ses chansons.

### Singles Solo
- We Can Be Anything (2011)
- We Be Working (2011-2012)
- Going out (2013)

### Invité
- On The Dancefloor (feat. will.i.am) (2009)
- Spaceship (feat. Kelis et Jean-Baptiste) (2010)
- Gettin' Dumb (feat. 2NE1)